# XTE J1819-254
XTE J1819-254 est une binaire X à faible masse située dans la constellation du Sagittaire. Elle est composée d'une étoile relativement massive et d'un objet compact qui lui arrache une partie de sa matière en émettant un fort rayonnement X : l'analyse détaillé du rayonnement permet d'affirmer que l'objet compact est un trou noir stellaire. 

## Découverte et dénomination
XTE J1819-254 a été découverte comme source variable de rayons X par le satellite artificiel Beppo-SAX en 1999, qui l'avait alors cataloguée sous le nom de SAX J1819.3-2525. La recherche d'une contrepartie optique à cette source s'orienta d'abord vers l'étoile variable GM Sagittarii, située dans une direction extrêmement proche de SAX J1819.3-2525 et cataloguée de longue date (en 1927) par l'astronome néerlandais Willem Jacob Luyten. Ce n'est que plus tard qu'il fut réalisé que la contrepartie optique était une autre étoile variable cataloguée sous le nom de V4641 Sgr (ou V4641 Sagittarii), préalablement observée par V. P. Goranskij en 1978 et 1990. Cette étoile en 1978 été identifiée par erreur à GM Sagittarii. Pour cette raison, XTE J1819-254 est parfois appelée par erreur GM Sagittarii en lieu et place de V 4641 Sagittarii.

## Caractéristiques physiques
XTE J1819-254 est une binaire X de période orbitale égale à 2,816 jours. Elle est composée d'une étoile de type spectral B9 III, relativement massive pour un objet de ce type, et d'un trou noir. L'étude de l'orbite du système, observable par spectroscopie permet de contraindre la masse du compagnon de l'étoile comme étant supérieure à une quantité observable, appelée fonction de masse, qui est ici égale à 3,13 ± 0,13  masses solaires, soit plus que la masse maximale d'une étoile à neutrons ou d'une naine blanche, ce qui en fait de façon certaine un trou noir ; la masse du trou noir est d'ailleurs notablement supérieure à la fonction de masse, étant estimée à 7,1 ± 0,3  masses solaires. 